# Solanum coalitum
Solanum coalitum är en potatisväxtart som beskrevs av Sandra Diane Knapp. Solanum coalitum ingår i släktet skattor som ingår i familjen potatisväxter. Inga underarter finns listade i Catalogue of Life.